# (8723) Azumayama
(8723) Azumayama – planetoida z grupy pasa głównego asteroid okrążająca Słońce w ciągu 3 lat i 163 dni w średniej odległości 2,28 au. Została odkryta 23 września 1996 roku. Przed nadaniem nazwy planetoida nosiła oznaczenie tymczasowe (8723) 1996 SL7.